# Eleonora Bergman
Eleonora Bergman (Lodz; 22 de octubre de 1947) es una arquitecta polaca especializada en historia de la arquitectura que ha trabajado en la preservación del patrimonio judío en Polonia. Ejerció también como directora  del Instituto Histórico Judío en Varsovia de 2007 a 2011.

## Primeros años
Sus padres fueron Stefan Bergman (1904-2000) y Aleksandra Kuczkowska (1906-2005). Su hermana era Zofia Bergman-Zarębska (1934-2013), bióloga y profesora asistente en el Instituto de Bioquímica y Biofísica de la Academia Polaca de Ciencias . 
Estudió arquitectura en la Universidad Tecnológica de Varsovia y se recibió en 1971. Trabajó luego en el Instituto de Arquitectura y Planificación Urbana.

## Trayectoria
Dentro del Instituto de Artes de la Academia Polaca de Ciencias, se dedicó a investigar monumentos arquitectónicos de Polonia. En 1991, empezó a trabajar con el Instituto Histórico Judío, documentando edificios e hitos religiosos judíos. Bergman obtuvo su doctorado del Instituto de Historia de Arte de la Universidad de Varsovia en 1997. Ha publicado artículos, monografías y varios libros, incluyendo:
- Zachowane synagogi i domy modlitwy w Polsce: katalog (1996), con Jan Jagielski
- Nurt mauretański w architekturze synagog Europy Środkowo-Wschodniej w XIX i na początku XX wieku (2004)
- Nie masz bóżnicy powszechnej. Synagogi i domy modlitwy w Warszawie od końca XVIII do początku XXI wieku (2007)

Fue comisaria de la exposición sobre el Archivo Ringelblum, en 2001 en Berlín, y en 2002 en Nueva York que sirvió de base para la declaración del mismo como Patrimonio de la Humanidad de UNESCO.

## Reconocimientos
Bergman es miembro del consejo de la Fundación Auschwitz-Birkenau.
En el 2012, le fue otorgada la Legión de Honor francesa.